# Кохан, Гюнтер
Гю́нтер Ко́хан (нем. Günter Kochan; 2 октября 1930, Луккау, Бранденбург, Германия — 22 февраля 2009, Нойруппин, Бранденбург, Германия) — немецкий композитор и педагог, профессор Берлинской высшей школы музыки. Трижды лауреат Национальной премии ГДР (1959, 1964, 1987).

## Биография
Ученик Бориса Блахера и Ханса Эйслера. Писал музыку к кинофильмам, в том числе Конрада Вольфа и Хайнера Карова. С 1950 — преподаватель Высшей музыкальной школы в Берлине, с 1967 — её профессор. С 1965 — член Академии искусств ГДР.

## Сочинения

### Симфонии
- Симфония № 1 для хора и оркестра на слова Пауля Винса (1962—1964). Премьера состоялась 13 ноября 1963 года в Ошаце (Хор и оркестр Лейпцигского радио, дирижёр Герберт Кегель).
- Симфония № 2 (1968). Премьера состоялась 21 февраля 1969 года в Берлине (Берлинский симфонический оркестр, дирижёр Курт Зандерлинг).
- Симфония № 3 для сопрано и оркестра на слова Йоханнеса Бехера. Посвящена памяти Ханса Эйслера (1972). Премьера состоялась 12 ноября 1973 года в Ростоке (Ростокский филармонический оркестр, Розвита Трекслер (сопрано), дирижёр Герд Пульс).
- Симфония № 4 (1983—1984). Премьера состоялась 1 февраля 1985 года в Берлине (Берлинский симфонический оркестр, дирижер Клаус Петер Флор)
- Симфония № 5 (1985—1987). Премьера состоялась 13 ноября 1987 года в Берлине (Берлинский симфонический оркестр, дирижер Клаус Петер Флор)
- Симфония № 6 (2003—2006). Премьера состоялась 11 февраля 2011 года в Берлине (Оркестр Берлинского Концертхауса, дирижер: Лотар Загросек)

### Для оркестра
- «Польки», весёлая пьеса для большого оркестра (1955)
- Маленькая сюита, соч. 13 (1956)
- Сюита для оркестра № 1 (1958)
- Радостная увертюра для малого оркестра соч. 26 (1960)
- Симфониетта (1960)
- Сюита для оркестра № 2 (1961)
- Концерт для оркестра (1962)
- Дивертисмент — оркестровые вариации на тему Карла Марии фон Вебера (1964)
- Сюита для оркестра № 3 (Ростокская сюита) (1969)
- «Картины с комбината», 7 пьес для оркестра (1977)
- Пассакалия и гимн для большого оркестра (1979)
- IN MEMORIAM. Музыка для оркестра № 1 (1982)
- Прелюдия для большого оркестра (1986)
- Und ich lächle im Dunklen dem Leben. Музыка для оркестра № 2 (1987)

### Для инструментов с оркестром
- Концерт для скрипки с оркестром № 1, соч. 1 (1952)
- Концерт для фортепиано с оркестром, соч. 16 (1957)
- Концертино для флейты и малого оркестра (1964)
- Фантазия для флейты с оркестром (1965)
- Вариации на тему венецианской канцонетты для фортепиано и малого оркестра (1966)
- Концерт для виолончели с оркестром № 1 (1967)
- Вариации на тему Мендельсона для фортепиано с оркестром (1971—1972)
- Концерт для альта с оркестром (1973—1974)
- Концерт для виолончели с оркестром № 2 (1976)
- Концерт для духового квинтета и двух струнных групп (1977)
- Концерт для скрипки с оркестром № 2 (1980)

### Вокально-симфонические
- Кантата «Эрнст Тельман» (1959)
- Кантата «Аврора» (1966)
- Кантата «Завещание Хо Ши Мина» (1971)
- Опера «Карин Ленц» (1971)
- Оратория «Das Friedensfest oder Die Teilhabe» для солистов, двух хоров и оркестра (1978)
- Триптих для тенора, валторны, литавр, ударных и струнного оркестра (1986)
- ЛЮТЕР. Мелодрама для двух ораторов, смешанного хора и большого оркестра (1981)

### Камерная музыка
- Соната для двух фортепиано (1947)
- Две сонатины для фортепиано (1948)
- Сюита для фортепиано соч. 2 (1952)
- Фортепианное трио соч. 4 (1954)
- Прелюдии, интермеццо и фуги для фортепиано соч. 7 (1954)
- Дивертисмент для флейты, кларнета и фагота соч. 12 (1956)
- 11 маленьких пьес для фортепиано в четыре руки соч. 20 (1959)
- Соната для виолончели и фортепиано (1958—1961)
- 9 детских пьес для фортепиано (1960)
- 5 частей для струнного квартета (1961)
- Соната для скрипки и фортепиано (1962)
- Маленький струнный квартет в двух частях (1965)
- Семь лёгких пьес для фортепиано (1971)
- Пять пьес для фортепиано (1971)
- Струнный квартет (1973—1974)
- Семь миниатюр для четырёх туб (1977)
- Фантазия для альта соло (1980)
- Струнное трио (1980)
- Соната для фортепиано (1981)
- Соната для альта и фортепиано (1985)
- Вариации для фортепиано (1986)
- Пять багателей для четырёх тромбонов (1987)
- Багатели и интермедии для фортепиано (1989)
- Фортепианный квинтет (1992—1993)
- «Сошествие в ад» для четырёх тромбонов и тубы (1993)
- Семь сцен для флейты, альта и гитары (1993)
- Дуэт для кларнета и фортепиано (1995)
- Музыка для блокфлейты-альта и фортепиано или клавесина (1995)
- Концертная пьеса для четырёх тромбонов и тубы (1996)
- Дивертисмент для ансамбля блокфлейт (1998)
- Пять пьес для контрабаса (1999)
- Симфониетта для струнных (2002)
- Струнный квартет № 2 (2003—2006)
- Пять миниатюр для контрабаса соло (2004)
- Квинтеттино для блокфлейт (2004)

## Награды
- 1957 — премия Союза свободной немецкой молодёжи
- 1959 — Национальная премия ГДР
- 1964 — Национальная премия ГДР
- 1987 — Национальная премия ГДР